# Mosel
För andra betydelser, se Mosel (olika betydelser).
Mosel (lyssna (fil), franska: Moselle, luxemburgiska: Musel) är en flod i Västeuropa, som är vänsterbiflod till Rhen. Flodens längd är 550 kilometer.

## Sträckning
Mosel har sin källa i bergsmassivet Vogeserna i nordöstra Frankrike flyter genom staden Metz. Floden utgör sedan gränsen mellan Luxemburg och Tyskland för att sedan flyta ihop med Rhen i Koblenz (vid Deutsches Eck). Mosels avrinningsområde är 28 100 km² och flodens medelvattenföring är 323 m³/s. Söder om Mosel ligger högplatån Hunsrück och norr om floden ligger högplatån Eifel.

### Bifloder längs Mosel
- Vänstra stranden:	Madon, Rupt de Mad, Orne, Sûre, Kyll, Salm, Lieser, Alf, Elzbach
- Högra stranden:	Moselotte, Vologne, Meurthe, Seille, Saar

### Orter längs Mosel (i urval)
- Frankrike: Épinal, Toul, Pont-à-Mousson, Metz, Thionville
- Luxemburg: Schengen, Remich, Grevenmacher, Wasserbillig
- Tyskland: Konz, Trier, Schweich, Bernkastel-Kues, Traben-Trarbach, Zell, Cochem, Koblenz

## Mänsklig användning
Mosel är centrum för Tysklands äldsta vinodlingsregion med anor från romarrikets dagar. Från Thionville till Koblenz är Mosel kanaliserad och pråmar på 1 500 ton kan segla upp till Metz. Flodens vatten förorenas av utsläpp från industrier och gruvor.

## Bildgalleri

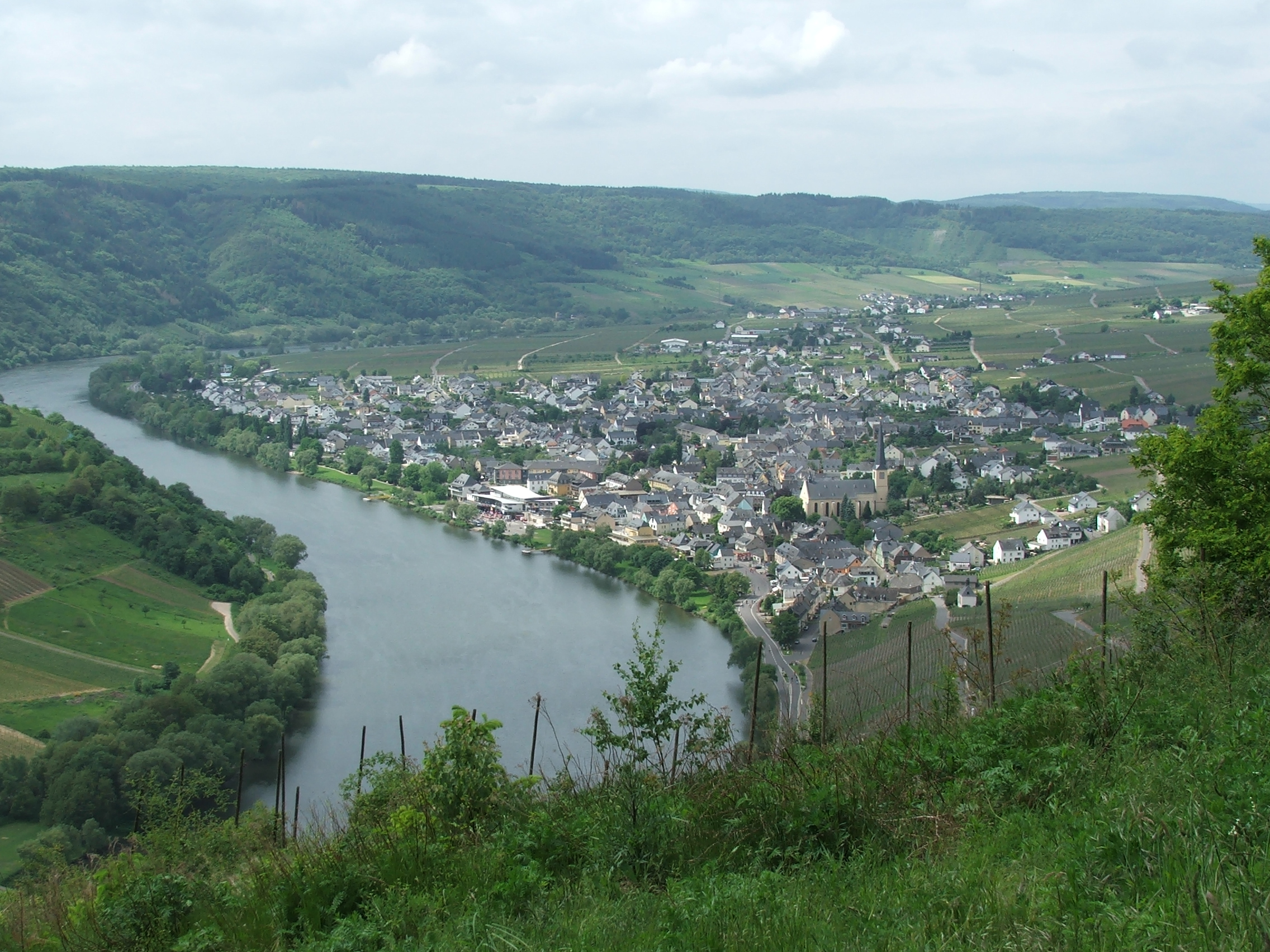
Staden Kröv.
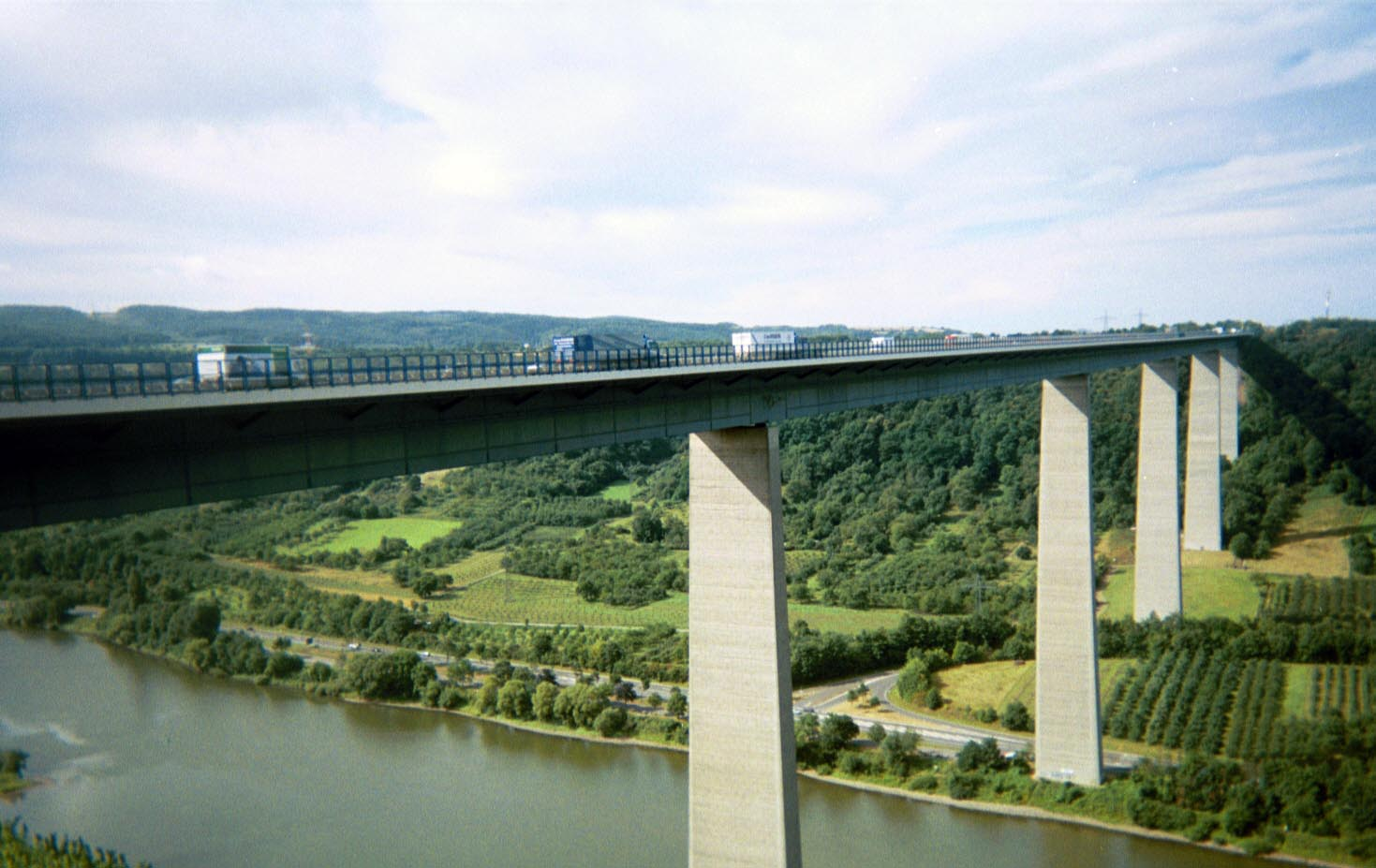
Moseldalsbron där motorvägen A61 korsar Mosel.
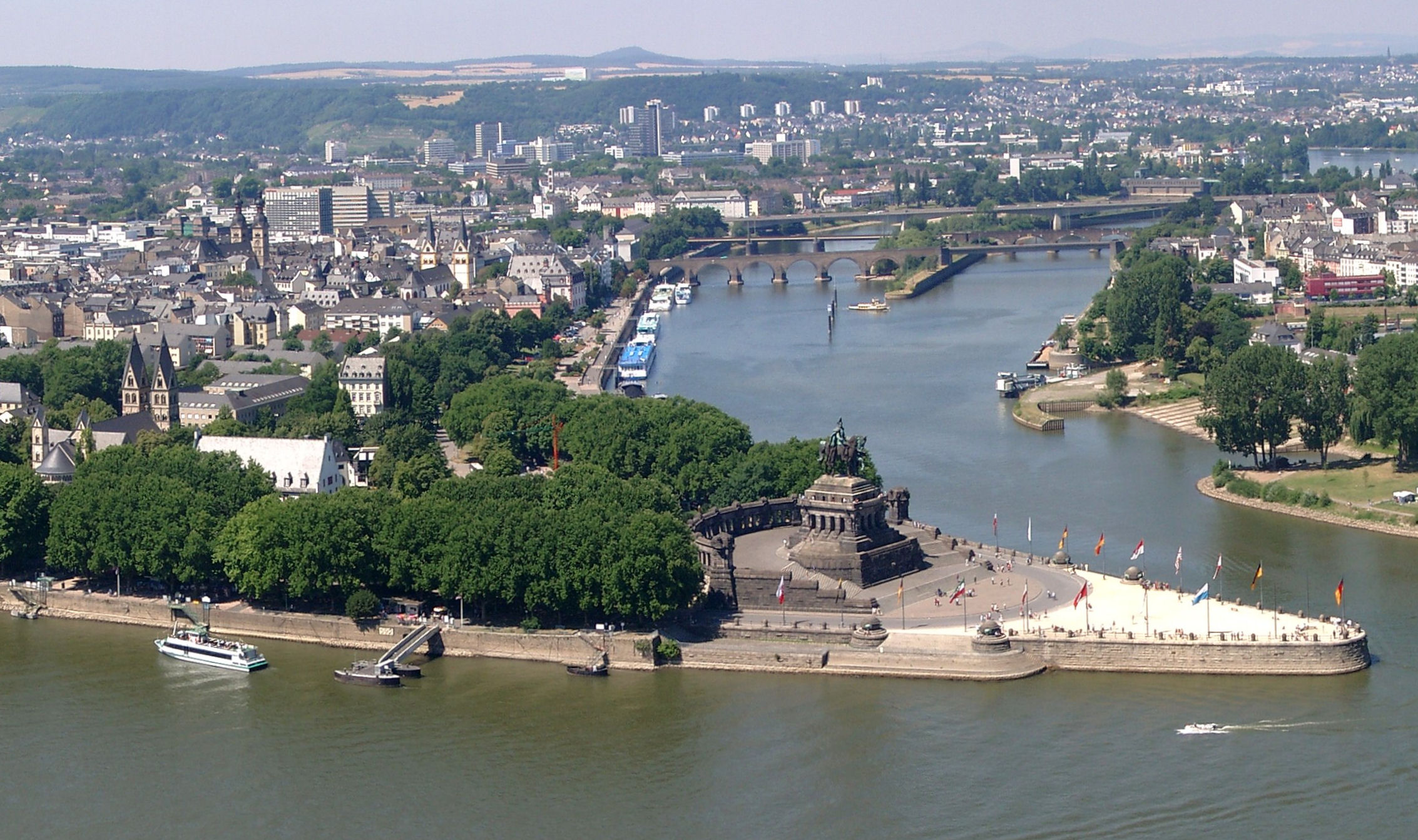
Deutsches Eck i Koblenz.
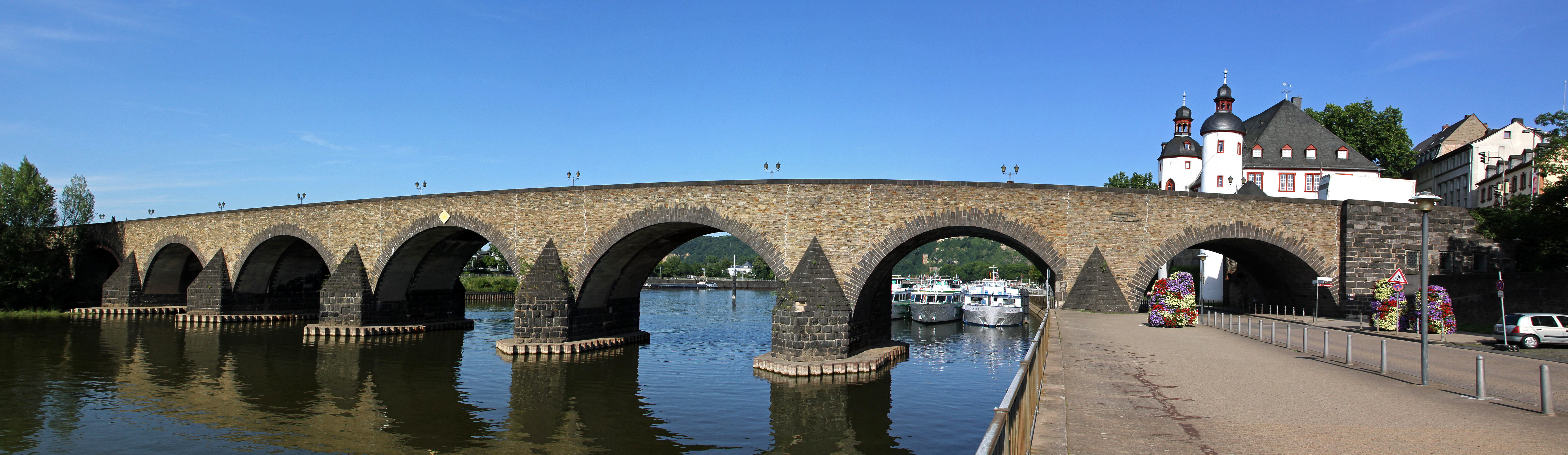
Balduinbron i Koblenz.
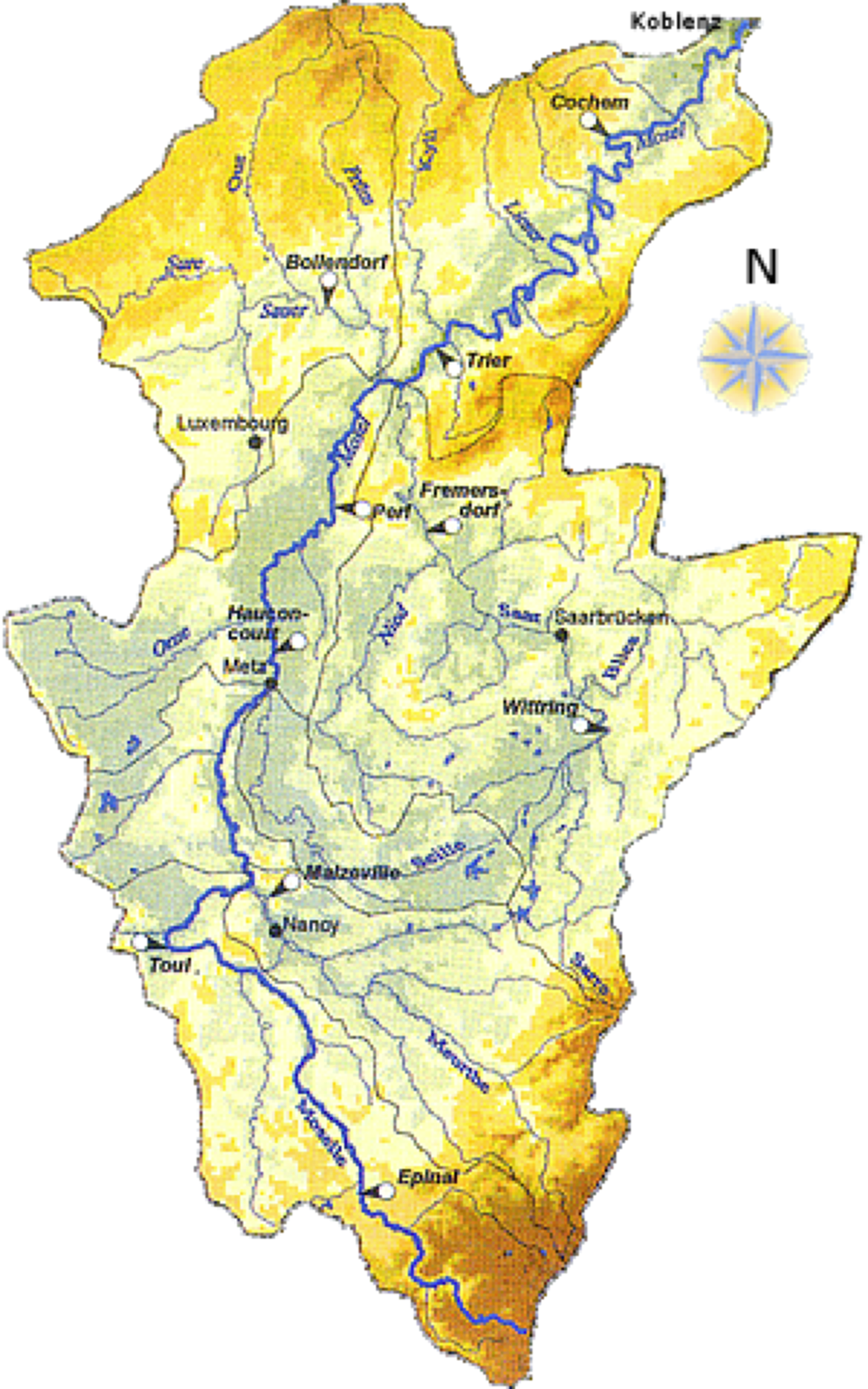
Mosels avrinningsområde.
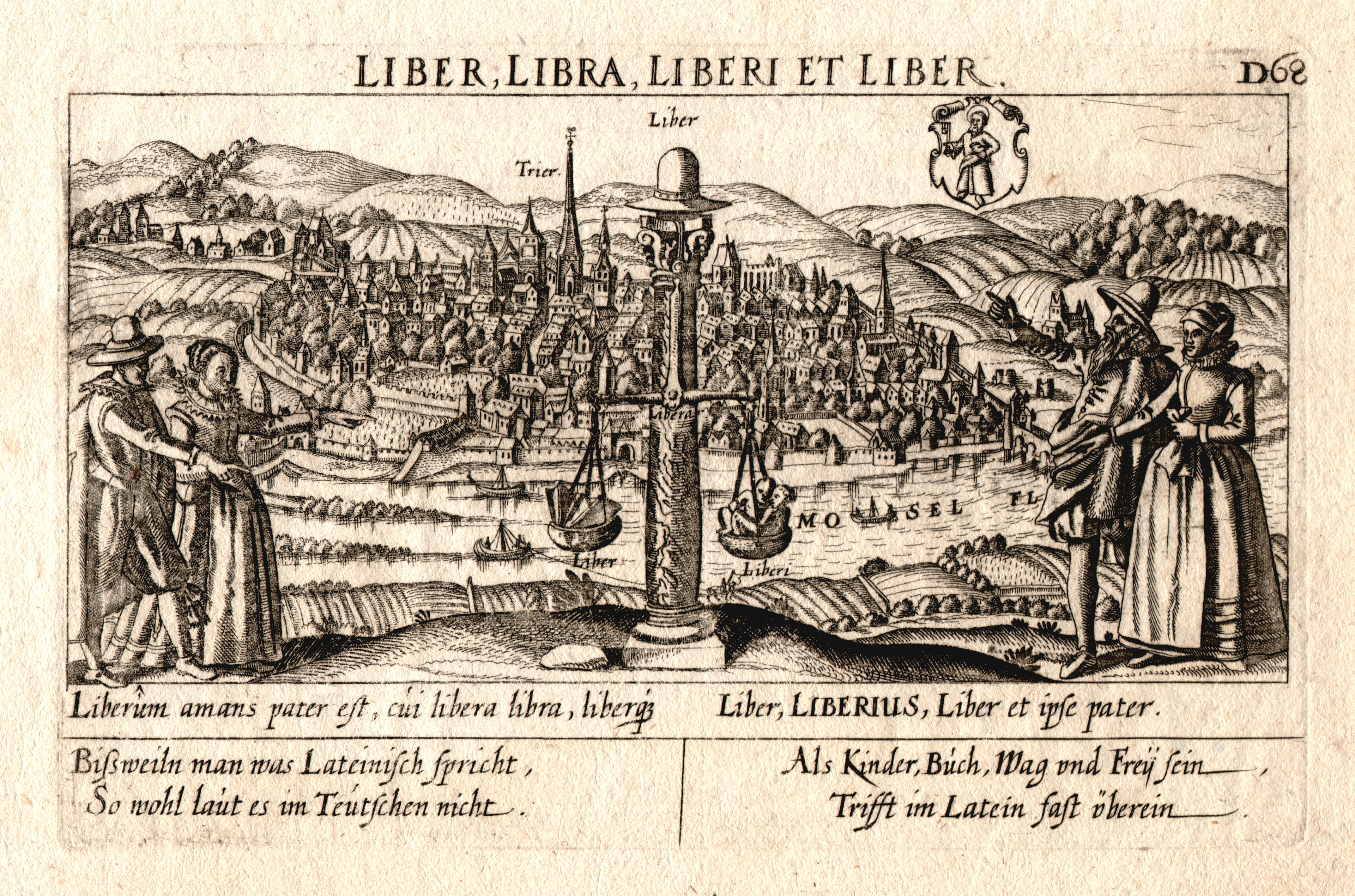
Vy över floden mot Trier. Kopparstick från 1625.